# Estatuto de Autonomía de Andalucía

Escudo de Andalucía.

El Estatuto de Autonomía de Andalucía (o simplemente Estatuto de Andalucía) es la norma institucional básica de la comunidad autónoma de Andalucía, integrante de España. Bajo el amparo de la Constitución Española el estatuto andaluz reconoce a la comunidad como nacionalidad histórica y legisla sobre los derechos y deberes que poseen todos los ciudadanos andaluces, y en consecuencia actúa como marco legal para las instituciones autonómicas y sus competencias. El primer estatuto ratificado entró en vigencia el 11 de enero de 1982, tal y como indica su disposición final después de haber sido sometido a referéndum, siendo reformado hasta ahora solo una vez en 2007. 

## Historia del estatuto

### Contexto
El primer proyecto de norma para legislar sobre Andalucía fue la Constitución Federal de Antequera redactado en 1883, dentro del contexto de la lucha cantonal proclamaba un estado independiente de Andalucía. El texto nunca llegó a tener vigencia pero defendía adelantos democráticos y sociales avanzados para su época.
Con el nacimiento de la Segunda República Española en 1931 se redacta el Proyecto de Estatuto de Gobierno Autónomo de Andalucía, que tampoco sería aprobado ya que la Constitución de la República impidió cualquier intento de crear un estado federal.
No sería hasta la transición española, cuando Andalucía acceda a la autonomía mediante la denominada "vía rápida" recogida en el artículo 151 de la Constitución española de 1978. Siguiendo este procedimiento, se celebró en Andalucía el referéndum del 28 de febrero de 1980, si bien ante la falta de respaldo en Almería, hubo que esperar para ver finalmente constituida la comunidad autónoma de Andalucía al 30 de diciembre de 1981, en la que quedó promulgado y sancionado por el Rey el ansiado Estatuto de Autonomía que declara en el artículo 1.º que tal autonomía está justificada en la "identidad histórica, en el autogobierno que la Constitución permite a toda nacionalidad, en plena igualdad al resto de nacionalidades y regiones que compongan España, y con un poder que emana de la Constitución y el pueblo andaluz reflejado en su Estatuto de Autonomía". Fue la única comunidad autónoma que plebiscitó en referéndum dicho acceso.

### Estatuto de Autonomía de 1981
El estatuto autonómico tenía su origen en un borrador elaborado en Carmona en 1979
 que a su vez provenía de un acuerdo anterior, el Pacto de Antequera. Hasta 1981 no daría la luz una versión definitiva publicada por nueve asamblearios de los partidos gobernantes por aquel entonces. El proyecto final se aprobó el 1 de marzo en Córdoba, en el Palacio de la Diputación. Fue enviado a las Cortes donde fue revisado y corregido y finalmente sometido a referéndum el 20 de octubre de 1981, donde ganó su aprobación. Dos meses después, el 30 de diciembre de 1981 es ratificado por el rey Juan Carlos I.

### Estatuto de Autonomía de 2007
El Estatuto de Autonomía de Andalucía fue sometido a revisión en 2006, siendo la nueva propuesta aprobada por referéndum el 18 de febrero de 2007, y posteriormente sancionada por la  Ley Orgánica 2/2007 de 19 de marzo.

## Contenido
El articulado actual aprobado en 2007 se encuentra dividido en 10 títulos, con 11 disposiciones al final:

### Títulos

#### Título preliminar

(Artículo 3) 1. La bandera de Andalucía es la tradicional formada por tres franjas horizontales —verde, blanca y verde— de igual anchura, tal como fue aprobada en la Asamblea de Ronda de 1918

El título preliminar contiene 11 artículos, el primero define a Andalucía como "nacionalidad histórica" y asigna  que los poderes de la comunidad autónoma "emanan de la Constitución y del pueblo andaluz". En el artículo 2 define el territorio andaluz:

El territorio de Andalucía comprende el de los municipios de las provincias de Almería, Cádiz, Córdoba, Granada, Huelva, Jaén, Málaga y Sevilla.
Artículo 2. Estatuto de Autonomía de Andalucía

El artículo 3 define los símbolos de la comunidad, la bandera, el escudo, el himno y el día de Andalucía, el 28 de febrero. El artículo 4 establece la sede del Parlamento, de la Presidencia de la Junta y del Consejo de Gobierno en Sevilla y la del Tribunal Superior de Justicia de Andalucía en Granada.
El título preliminar incorpora varios artículos fundamentales, como el artículo 5 que define la condición de andaluz:

A los efectos del presente Estatuto, gozan de la condición política de andaluces o andaluzas los ciudadanos españoles que, de acuerdo con las leyes generales del Estado, tengan vecindad administrativa en cualquiera de los municipios de Andalucía. (...)
Artículo 5.1 Estatuto de Autonomía de Andalucía

A estos se añaden los residentes españoles extranjeros que hayan tenido su última vecindad en Andalucía, así como sus descendientes. También se hace referencia a la participación de los extranjeros en la comunidad.
Sobre los derechos fundamentales el artículo 9 reconoce los distintos acuerdos internacionales fundamentales sobre derechos:

Todas las personas en Andalucía gozan como mínimo de los derechos reconocidos en la Declaración Universal de Derechos Humanos y demás instrumentos europeos e internacionales de protección de los mismos ratificados por España, en particular en los Pactos Internacionales de Derechos Civiles y Políticos y de Derechos Económicos, Sociales y Culturales; en el Convenio Europeo para la Protección de los Derechos Humanos y de las Libertades Fundamentales y en la Carta Social Europea (1961).
Artículo 9.1 Estatuto de Autonomía de Andalucía

El artículo 10 promulga los objetivos de la comunidad autónoma, entre ellos la convergencia económica con el resto de regiones de la Unión Europea, la igualdad entre minorías y entre sexos, la defensa del empleo, la educación, la sanidad entre otras.

La Comunidad Autónoma de Andalucía promoverá las condiciones para que la libertad y la igualdad del individuo y de los grupos en que se integra sean reales y efectivas; removerá los obstáculos que impidan o dificulten su plenitud y fomentará la calidad de la democracia facilitando la participación de todos los andaluces en la vida política, económica, cultural y social. A tales efectos, adoptará todas las medidas de acción positiva que resulten necesarias. (...)
Artículo 10. Estatuto de Autonomía de Andalucía

#### Título I sobre los derechos sociales, deberes y políticas públicas
Los artículos de este título se refieren a los derechos básicos de los cuales los ciudadanos andaluces disponen: prestaciones sociales, acceso a una vivienda digna, a la cultura, a la participación política, al medio ambiente, a los consumidores, acceso a la justicia o a las nuevas tecnologías. Añade artículos específicos al acceso a ayudas a las personas con discapacidad o dependencia (art. 24) o al respeto a las distintas orientaciones sexuales (art. 35).
El artículo 36 promulga los deberes de los andaluces con respecto a los servicios públicos. Como ejemplos estarían el respeto a las ayudas ofrecidas por los servicios sociales, el respeto a los funcionarios de estos cuerpos o el deber de contribuir en la educación de los hijos, especialmente en la enseñanza obligatoria.
El artículo 37 desarrolla los principios rectores de las políticas públicas dentro de las competencias autonómicas, que sirven como guía u objetivos que deben perseguir las instituciones y los poderes públicos.

#### Título II sobre las competencias de la comunidad autónoma
En este se definen los tipos de competencias que tiene la autonomía: 
- Exclusivas: que le corresponden a través de la Constitución Española;
- Compartidas: cuando dependen de leyes nacionales pero la autonomía puede dictar sus propias directrices;
- Ejecutivas: cuando les corresponde el poder ejecutivo de esas competencias
- Ámbito comunitario: cuando existan políticas de la Unión Europea que afecten a las políticas propias de la comunidad.

#### Título III sobre la organización territorial de la comunidad autónoma
Donde se definen los dos niveles posibles de administración menores a la comunidad autónoma, provincia y municipio, sin perjuicio de otros como las comarcas. La comunidad andaluza se declara competente en la trazada de los términos municipales, con acuerdo de las leyes estatales. En el artículo 92 se estipulan las competencias de los municipios.

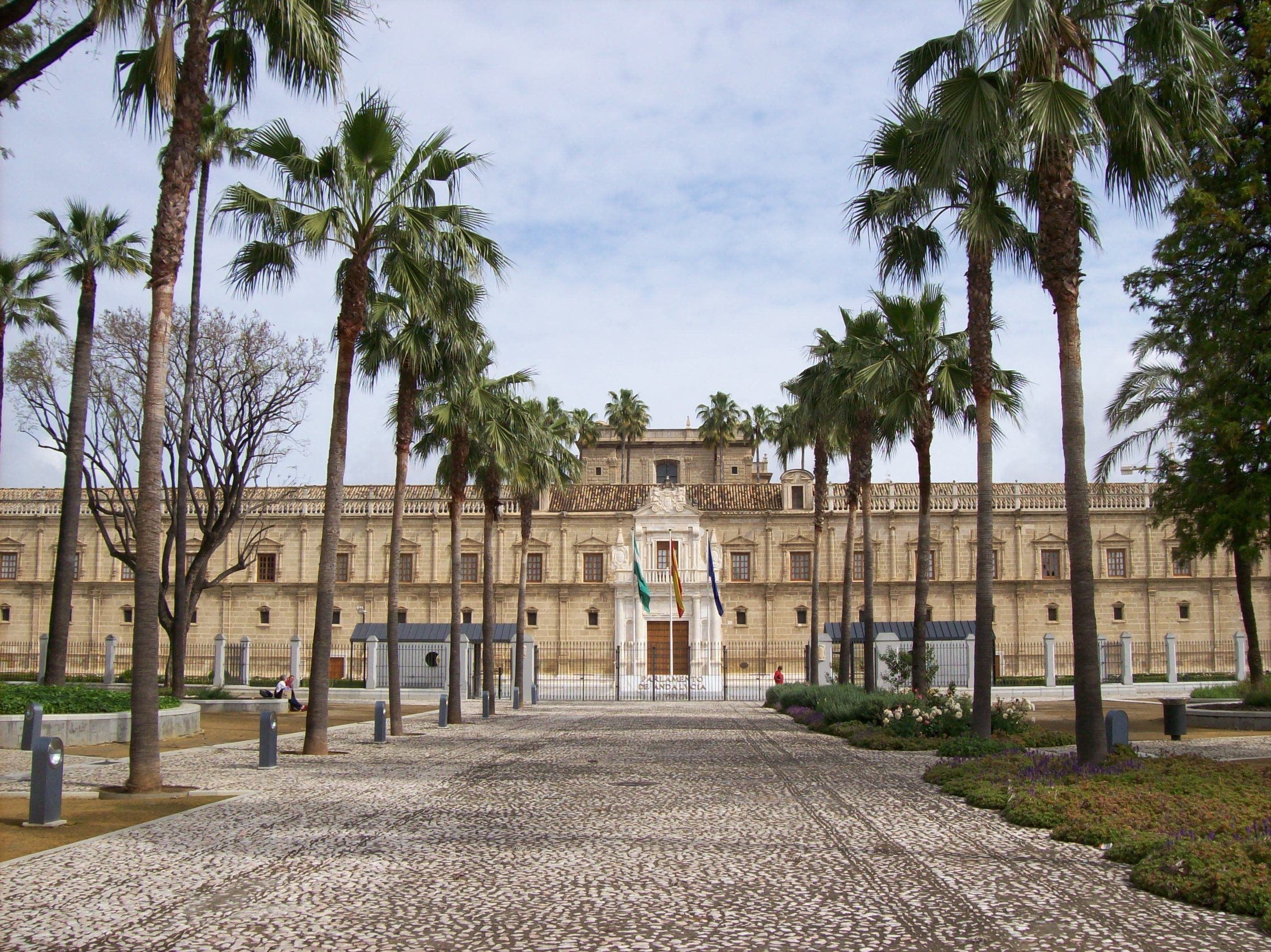
Artículo 100:
1. El Parlamento de Andalucía representa al pueblo andaluz. 2. El Parlamento de Andalucía es inviolable. (en la imagen Parlamento de Andalucía en Sevilla)

#### Título IV sobre la organización institucional de la comunidad autónoma
En el artículo 99 se define la composición de la Junta de Andalucía:

La Junta de Andalucía es la institución en que se organiza políticamente el autogobierno de la Comunidad Autónoma. La Junta de Andalucía está integrada por el Parlamento de Andalucía, la Presidencia de la Junta y el Consejo de Gobierno.
Artículo 99. Estatuto de Autonomía de Andalucía

El título está dividido a su vez en los siguientes capítulos:
- Capítulo I: Parlamento de Andalucía
- Capítulo II: Elaboración de las normas
- Capítulo III: El presidente de la Junta
- Capítulo IV: El Consejo de Gobierno
- Capítulo V: De las relaciones entre el Parlamento y el Consejo de Gobierno
- Capítulo VI: Otras instituciones de autogobierno
- Capítulo VII: La Administración de la Junta de Andalucía

#### Título V sobre el poder judicial en Andalucía

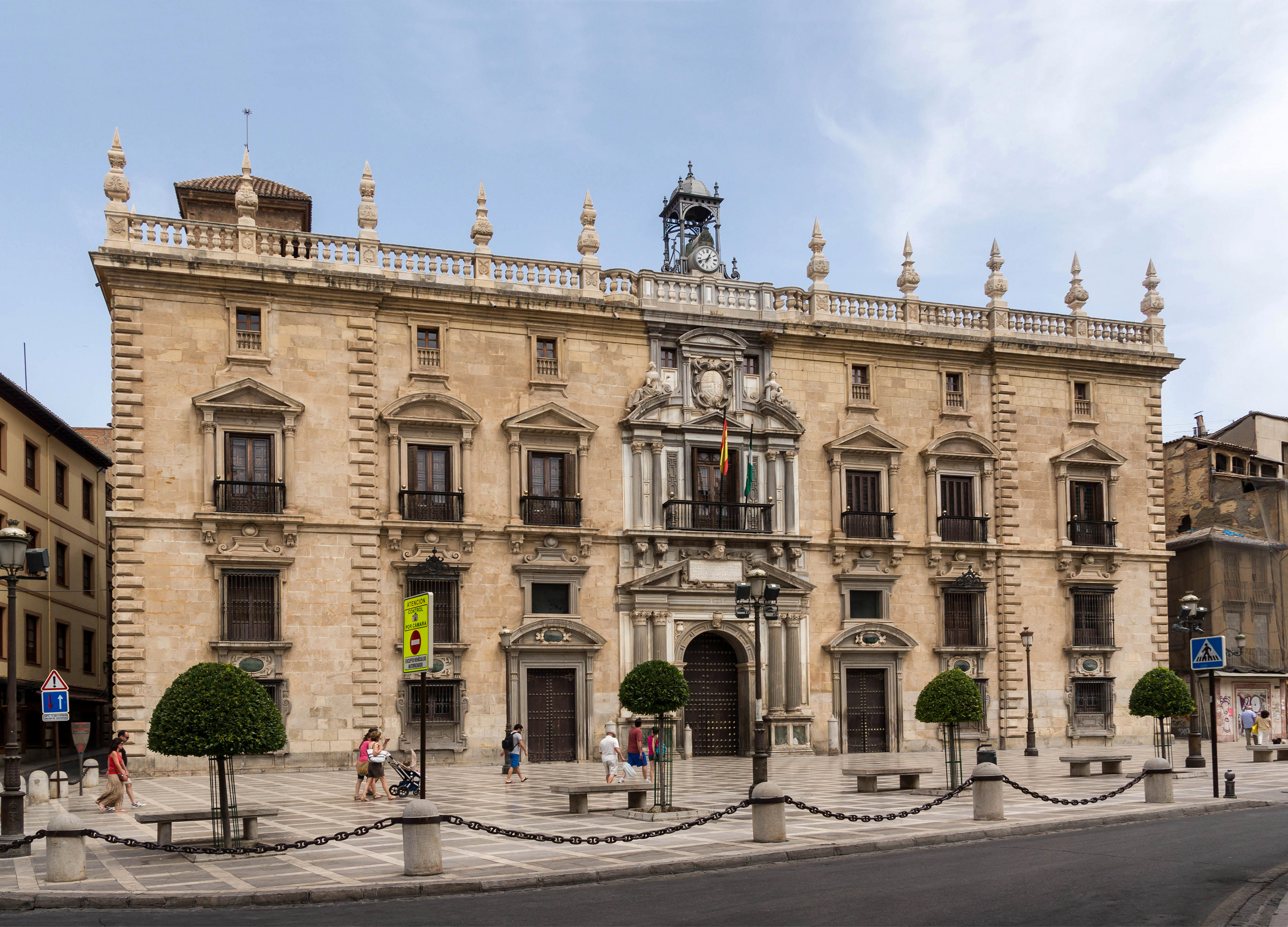
Sede del Tribunal Superior de Justicia de Andalucía, Ceuta y Melilla (TSJA) en Granada.

Resumidamente el título V establece lo siguiente:
- El Tribunal Superior de Justicia de Andalucía como órgano jurisdiccional en que culmina la organización judicial en Andalucía. El título le atribuye las competencias en el artículo 142 y la labor de su presidente en el artículo 143, junto con la del Fiscal Superior de Andalucía.
- El Consejo de Justicia de Andalucía es el órgano de gobierno de la Administración de Justicia en Andalucía.
- Las competencias para establecer los concursos y oposiciones para dar acceso a jueces y magistrados, así como el aporte de los medios humanos y materiales requeridos por la justicia.
- Los servicios para ejercer la justicia gratuita pasan a depender de la comunidad.
- Entre otras cosas la justicia de paz y proximidad también dependen de la autonomía, así como las demarcaciones judiciales y la gestión de las oficinas judiciales.

#### Título VI sobre economía, empleo y hacienda

##### 1. Economía
El capítulo se inicia con el artículo 156 que cita lo siguiente:

Toda la riqueza de la Comunidad Autónoma, en sus distintas formas y manifestaciones, y sea cual fuere su titularidad, está subordinada al interés general.
Artículo 156. Estatuto de Autonomía de Andalucía

El capítulo define los principios básicos que rigen el estatuto: la libertad de empresa, el fomento de la actividad económica o la economía social de mercado. Entre los objetivos a alcanzar se encuentra el pleno empleo, el desarrollo sostenible, la cohesión social o la creación y redistribución de riqueza.

##### 2. Empleo y relaciones laborales
En este capítulo se establece las obligaciones y principios en materia de empleo de la comunidad. Además la comunidad deberá contribuir en la seguridad y salud laboral, las relaciones laborales, apoyar a los autónomos y cooperativas y favorecer estas políticas mediante la contratación y la subvención pública.

##### 3. Hacienda de la comunidad autónoma
En este capítulo se regulan las competencias tributarias de la autonomía y de hacienda. Es el capítulo más largo ya que define la sostenibilidad económica de la autonomía en respeto a la normativa estatal. Además se extiende en cuatro secciones:
- Sección primera: Recursos
- Sección segunda: Gasto público y presupuesto
- Sección tercera: Haciendas locales
- Sección cuarta: Fiscalización externa del sector público andaluz

#### Título VII sobre medio ambiente
Establece la obligatoriedad de los poderes públicos de proteger la biodiversidad, el uso sostenible de los recursos naturales, promover el desarrollo sostenible, el desarrollo rural o la protección contra la contaminación. La autonomía también establece su autoridad en la vigilancia ambiental, el control de residuos o la gestión de transporte sostenible (mediante sistemas integrados del transporte) y el uso eficiente del suelo.

#### Título VIII sobre medios de comunicación social

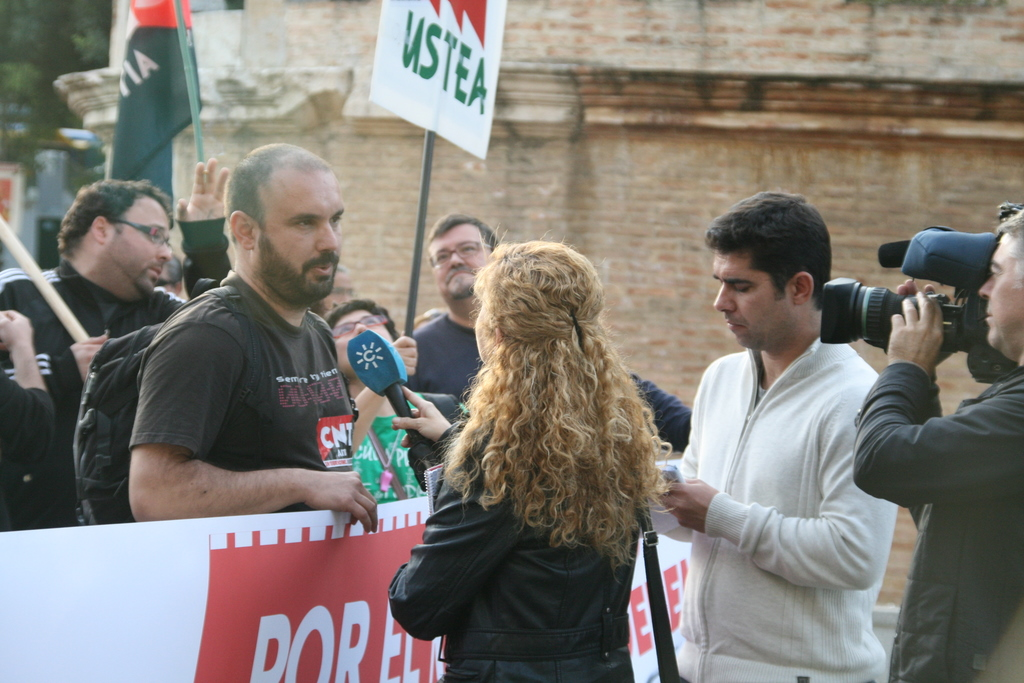
Reporteros de la Radio Televisión de Andalucía cubriendo la huelga general de 2012

Reconoce el derecho de la información pero también obliga a los medios de comunicación a cumplir con la Constitución Española. El título sirve de marco para leyes más específicas que regulan la empresa de radio y televisión públicas autonómicos (Radio y Televisión de Andalucía). También se protege a la modalidad lingüística andaluza, la cultura de la región y se establece la obligación de consulta a la autonomía en caso de uso del espacio radioeléctrico.

#### Título IX sobre relaciones institucionales de la comunidad autónoma
Está dividido en cinco capítulos:
- Las relaciones con el Estado: donde se establece las condiciones y características que tendrán las relaciones con este, los órganos responsables de llevarla y se adjudica al presidente de la Junta la máxima autoridad en las relaciones con el gobierno español. .
- Las relaciones con otras comunidades  y ciudades autónomas: Andalucía tiene la facultad de establecer acuerdos y convenios con otras comunidades autónomas en el marco constitucional español, lo que implica que esos acuerdos tienen derecho de veto de las Cortes Generales. Se incluye además un artículo que atribuye a la comunidad autónoma relaciones especiales con las ciudades autónomas de Ceuta y Melilla.
- Las relaciones con la Unión Europea: El estatuto recoge el deber de la comunidad autónoma de defender la posición de España ante la Unión, pero también el deber del Estado de defender los intereses de la comunidad autónoma en aquellos asuntos que sean de su absoluta competencia, y en caso de que no fuera así, de dar las explicaciones pertinentes. Además se recoge el derecho de participación, información, consulta al parlamento y acceso a la justicia europea.
- Las relaciones con otros estados: Regula la participación de Andalucía en los convenios y acuerdos internacionales, sobre todo si afectan a sus competencias.
- Cooperación al desarrollo: Establece la forma en que Andalucía se involucra en proyectos internacionales de cooperación al desarrollo.

#### Título X sobre la reforma del estatuto
En este título se definen los dos tipos de procedimientos para reformar el estatuto, el ordinario que implica aprobación de las Cortes Generales y el simplificado, en el que se entiende que no se afectan las relaciones entre el Estado y la Autonomía y que se haría solo una consulta a las Cortes. Ambos tipos de reforma requerirían de un referéndum al cuerpo electoral y además la aprobación de dos terceras partes del Parlamento andaluz.

### Disposiciones
El estatuto andaluz en su disposición adicional primera cita el siguiente texto:

(...) la ampliación de la Comunidad Autónoma a territorios históricos no integrados en otra comunidad autónoma se resolverá por las Cortes Generales previo acuerdo de las partes interesadas y sin que ello suponga reforma del presente Estatuto una vez que dichos territorios hayan vuelto a la soberanía española.
Disposición Adicional I. Estatuto de Autonomía de Andalucía

Esta fórmula se refiere a la posible ampliación de la comunidad autónoma por la incorporación de Gibraltar, en la actualidad territorio británico de ultramar. Sin embargo, muchos juristas consideran que en el supuesto de que Gibraltar retornara a España sería más plausible que lo hiciera con su propia autonomía, y en el hipotético caso de que intentara integrarse en la comunidad andaluza requeriría una reforma estatuaria (por ejemplo del mismo artículo 2) sin contar con los posibles acuerdos que deberían existir entre la Junta de Andalucía y la hipotética nueva administración de La Roca.
Las disposiciones finales establecen las condiciones en el traspaso de las competencias en 2007, ya que en muchos casos implicaba el traspaso de propiedades o funcionarios que debían mantener sus condiciones laborales que tenían con el Estado.
La disposición final del Estatuto de 2007 deroga al existente de 1981.

## Divulgación
En 2018 se creó el Museo de la Autonomía Andaluza